# 秋月晴種
秋月 晴種（あきづき はるたね）は、戦国時代の武将。

## 生涯
天文8年（1539年）、秋月氏15代当主・秋月文種の嫡男として誕生。
天文年間、足利義晴から偏諱を受け、晴種と名乗る。
弘治3年（1557年）7月に父・文種が毛利元就と通じて大友義鎮（宗麟）から離反したため、義鎮が派遣した立花道雪・臼杵鑑速・志賀親度らを大将とした2万の大軍に攻められる。父・文種が秋月城を捨てて古処山城に逃亡してくると、父を匿って大友軍と戦ったが、衆寡敵せず父と共に自害した。享年19。